# Catherine của Pháp (định hướng)
Catherine của Pháp có thể chỉ đến những người sau:
- Catherine của Pháp, Bá tước phu nhân xứ Montpensier (1378-1388), con gái của Charles V của Pháp và Jeanne xứ Bourbon
- Catherine của Pháp (1401-1437), con gái của Charles VI của Pháp và Elisabeth xứ Bayern, Vương hậu của Henry V của Anh
- Catherine của Pháp, Bá tước phu nhân xứ Charolais (1428-1446), con gái của Charles VII của Pháp, người phối ngẫu đầu tiên với Charles I xứ Bourgogne